# Теории происхождения государства и права
Теории происхождения государства — объясняющие смысл и характер изменений, условия и причины возникновения государства. Входят в предмет исследования теории государства и права.

## Мифологические и религиозные концепции происхождения государства
В основе данных концепций лежат представления о божественном (сверхъестественном) происхождении государства, общей системы власти, правил общественного поведения. Основной характеристикой является отсутствие разделения между обществом и государством. Подобные представления появились во время формирования первобытных человеческих сообществ и просуществовали до периода средневековья.

### Теория Платона
Согласно Платону государство появилось в эпоху Зевса и олимпийских богов. Они поделили между собой, по жребию, все страны земли. При этом Аттика (территория древних Афин) досталась Афине и Гефесту, а остров Атлантида — Посейдону. Афина и Гефест населили Аттику благородными мужами и вложили в их умы понятие о демократическом государственном устройстве. Посейдон же установил на Атлантиде государство в форме наследственного царского правления, закрепив основы в законах. Таким образом, Платон считал, что для организации правильных форм земной жизни необходимо в максимально возможной мере подражать мифическим космически-божественным первообразам (философски говоря — идее) правления людьми. В первую очередь устройству Афин (где правят философы), во вторую устройству Атлантиды (где правят законы).

### Древнеиндийская теория
Ведические «Вседержители» Индра и Варуна установили общекосмический и земной порядок, его закон и обычай, традиции (риту). Индре принадлежит роль защитника государства от внешнего врага, тогда как Варуна представляет отношения между человеком и Богом. Имя Варуны во многих случаях встречается вместе с Митрой, который, по мнению Дюмезиля, представляет правовую сторону власти или союз между людьми..

### Древнекитайская теория
Волей божественного неба в Поднебесной появился порядок, организация власти, правила поведения и т. д. Император (носитель власти) при этом — сын неба.

### Теологическая теория
Сформулирована Августином Блаженным, была развита Фомой Аквинским в XIII веке. Согласно данной теории, по своей сущности государство является результатом проявления как божественной воли, так и воли человеческой. Государственная власть по способу же приобретения и использования может быть богопротивной и тиранической в этом случае она допускается Богом. Плюсы данной теории заключаются в том, что она объясняет идеал государственной власти, которая сверяет свои решения с высшими религиозными принципами, что налагает на неё особую ответственность и поднимает её авторитет в глазах общества, способствует утверждению общественного порядка, духовности. Теологическая теория носит универсальный характер, поскольку содержит не только антропологическое, но и метафизическое измерение в объяснении происхождения государства.
Секулярные идеологи зачастую преподносят теологическую теорию в искажённо-карикатурном виде, вводя в заблуждение правоведов.
Сходные мысли о божественном первоисточнике государственной власти в XX веке развивал Жак Маритен. Также и многие другие современные приверженцы теологических естественно-правовых учений (А. Ауэр, Э. Вольф, X. Домбоис, Ф. Харст и др.) в конечном счёте именно в боге (его разуме, воле, творении и т. д.) сопряжённым с волей, разумом и творчеством человека видят исходное основание и источник права и государства. В настоящее время данная концепция представляет официальную доктрину таких государств как Ватикан и Израиль.

## Патриархальные и патерналистские концепции происхождения государства
В основе данных концепций лежат представления о возникновении государства из семьи, а общественной и государственной власти — из власти отца семейства.
К наиболее известным представителям патриархальной теории происхождения государства можно отнести Конфуция, Аристотеля, Филмера, Михайловского и др. Они обосновывают тот факт, что люди — существа коллективные, стремящиеся к взаимному общению, приводящему к возникновению семьи. В последующем, развитие и разрастание семьи в результате объединения людей и увеличения числа этих семей приводят к образованию государства.
Отношения отца с членами семейства в соответствии с патриархальной теорией происхождения государства уподобляются отношениям монарха с подданными. Монарх должен, подобно отцу семейства, заботиться о своих подданных, а те, в свою очередь, должны беспрекословно подчиняться и уважать его.
Разумеется, известная аналогия государства с семьей возможна, так как структура современной государственности возникла не сразу, а развивалась от простейших форм, которые, действительно, вполне могли быть сравнимы со структурой первобытной семьи.
Вместе с тем, представители данной доктрины упрощают процесс происхождения государства, по сути дела, экстраполируют понятие «семья» на понятие «государство», а такие категории, как «отец», «члены семьи», необоснованно отождествляют соответственно с категориями «государь», «подданные».
Главной функцией семьи является воспроизводство рода и совместная жизнь. А государство призвано исполнять совершенно другие функции. К тому же по свидетельству историков, семья (как социальный институт) возникала практически параллельно с возникновением государства в процессе разложения первобытно-общинного строя.

### Патерналистская теория
От слова патер — отец. В данной теории имеет место прямое соотношение государства с семьей. Так, например, Конфуций, трактуя императора как «сына Неба» и исполнителя воли Неба, вместе с тем уподоблял власть императора власти главы семейства, а государство — большой семьей. Управление государством, по его мнению, должно строиться как управление семьей — на основе норм добродетелей, заботы старших о младших, сыновней преданности и почтительности младших по отношению к старшим. Также патерналистские воззрения нашли своё отражение в русской политической истории, традиционным компонентом которой стала вера широких слоёв населения в «царя-батюшку» и во всякое начальство как в «отца родного». Плюсы данной теории заключаются в формировании уважения к государственной власти. Минусы данного понимания государства в укоренении пассивной гражданской позиции, на почве возложения гражданами ответственности за все происходящее на государство.

## Органические концепции происхождения государства
В основе данных концепций лежат представления о государстве как о живом организме, продукте социальной эволюции (по аналогии с эволюцией биологической), в котором более важному органу соответствует более высокий статус и более значительная власть в органической системе общества и государства. В таких социальных организмах в процессе борьбы и войн (естественного отбора) складываются конкретные государства, формируются правительства, совершенствуется структура управления, при этом данный социальный организм поглощает своих членов. Плюсы данных концепций заключаются в том, что биологические факторы не могли не повлиять на появление государственности, так как человек является существом биосоциальным. Минусы в предположении о том, что нельзя распространять все закономерности, присущие биологической эволюции, на социальные организмы, так как несмотря на их взаимосвязь это разные уровни жизни со своими закономерностями и причинами возникновения.

### Теория О. Конта
Согласно Огюсту Конту — общество (а следовательно, и государство) — органическое целое, строением, функционированием и эволюцией которого занимается социология. Социология при этом опирается на законы биологии, действие которых в обществе претерпевает определённое видоизменение в силу своеобразия взаимодействия индивидов и воздействия предшествующих поколений на последующие. Основная задача социологии как позитивной науки, пришедшей на смену предшествующим теологическим и метафизическим воззрениям, состоит в обосновании путей и средств гармонизации общества, утверждения органической связи «порядка» и «прогресса».

### Теория Г. Спенсера
Герберт Спенсер трактует государство как часть природы, которое развивается подобно зародышу животного, причём во всей истории человеческой цивилизации естественно-животное начало доминирует над началом социальным (и политическим). Подобно животному организму, социальный организм растет и развивается путём интеграции его составных частей, усложнения его структуры, дифференциации функций и т. д. При этом в социальной жизни, как и в природе, выживает наиболее приспособленный организм. В духе закона эволюции Спенсер трактует догосударственное состояние общества, возникновение и функционирование политической организации и политической власти в обществе военного типа и постепенный переход к обществу, государству и праву промышленного типа. При этом в отличие от подавляющего большинства приверженцев органического подхода Спенсер развивал либерально-индивидуалистические политические воззрения и видел цель социального организма не в поглощении своих членов, а в служении им.

### Теории других представителей органической школы
Представители органической школы в социологии (А. Шеффле а Германии, Р. Вормс во Франции, П. Ф. Лилиенфельд в России и др.) пошли значительно дальше своих предшественников в биологизации социальных и политических явлений. Так, у Шеффле экономические отношения в «социальном теле» трактуются как обмен веществ в живом организме, а Вормс выявлял физиологические особенности и половые функции различных социальных органов и организмов, изучал их социальную гигиену и т. д. Правительство, согласно Лилиенфельду, осуществляет функции головного мозга, а торговля — функции кровообращения и т. п.

## Естественно-правовые (договорные) концепции происхождения государства
В основе данных концепций лежат естественно-правовые представления о договорном происхождении государства. Согласно Эпикуру — «справедливость, происходящая от природы, — есть договор о полезном — с целью не вредить друг другу и не терпеть вреда». Следовательно, государство возникло в результате общественного договора о правилах совместного проживания, по которому люди часть своих прав, присущих им от рождения, передают государству как органу, представляющему их общие интересы, а государство, в свою очередь, обязуется обеспечить права человека. Плюсы данных концепций заключаются в том, что они имеют глубокое демократическое содержание, обосновывая естественные права народа на формирование государственной власти, а также на её свержение. Минусы в том, что игнорируются объективные внешние факторы, влияющие на государства (социально-экономические, военно-политические).

### Теория Г. Гроция
Гуго Гроций трактует государство как явление воле-установленное, возникающее в результате договора людей (их волеизъявления).

### Теория Т. Гоббса
Томас Гоббс догосударственное (естественное) состояние изображает как «состояние войны всех против всех». В естественном состоянии, где нет общей власти, закона и справедливости, каждый имеет право на все — в этом и состоят его естественное право и свобода. Естественное состояние по Гоббсу — ужасное состояние. Люди всегда ищут чего-то и никогда не обретают покоя. Они всегда стремятся к последовательному успеху. Человек беспокоен, эгоистичен, труслив, ему нужно богатство, репутация, единомышленники. Гоббс исходит из того, что люди равны, способны друг друга убить, у всех одинаковые желания. Естественное состояние побуждает каждого человека нападать на других людей. Исходя из этих допущений и предположений, Гоббс приходит к выводу, что в естественном состоянии рационально нападать на других даже тогда, когда нет угрозы жизни — в конечном итоге жизнь станет войной всех против всех. В этих условиях разум человека предписывает требование искать мир и следовать ему. Таков, по Гоббсу, смысл первого и основного естественного закона. Из него вытекают и все остальные естественные законы, которые требуют отказа каждого от своих естественных прав в интересах мира и безопасности. Требования этих естественных законов побуждают людей заключить договор об учреждении государства (суверенной общей власти), держащего людей в страхе и направляющего их действия к общему благу. Договорную концепцию Гоббс, таким образом, использовал для обоснования абсолютистского государства, суверенная власть которого носит произвольный и бесконтрольный характер.

### Теория Д. Локка
Восходящая к Джону Локку либеральная концепция договорного происхождения и назначения государства, согласно которой целью общественного договора об учреждении государства является обеспечение неотчуждаемого (и в условиях государственной жизни) естественного права каждого на его собственность, то есть его жизнь, свободу и имущество. Договорные отношения людей с государством — это постоянно длящийся и обновляющийся процесс, основанный на принципе согласия. В соответствии с этим принципом народ, будучи источником суверенитета, имеет право свергнуть деспотическую власть как нарушителя условий общественного договора. Также и каждый отдельный человек, достигнув совершеннолетия, сам решает вопрос о том, присоединиться ли ему к общественному договору и стать членом данного государства или покинуть его.

### Договорная теория
Под заметным влиянием учения Руссо идеи договорного происхождения государства отстаивал А. Н. Радищев. С позиций защиты суверенитета народа, естественных прав человека и республиканской формы правления он подчеркивал, что цель договорно формируемого государства — это «блаженство граждан».

## Насильственные концепции происхождения государства
В основе данных концепций лежат представления о возникновении государства, как результата насилия (внутреннего или внешнего), например, путём завоевания слабых и беззащитных племен более сильными и организованными, то есть государство является не итогом внутреннего развития, а навязанной извне силой, аппаратом принуждения. Плюсы данных концепций заключаются в том, что элементы насилия действительно были присущи процессу возникновения некоторых государств. Минусы в том, что кроме военно-политических факторов в регионе присутствуют также и социально-экономические, и религиозные.

### Теория Е. Дюринга
Насилие (внутреннее насилие) одной части первобытного общества над другой, по Евгению Дюрингу, — это тот первичный фактор, который порождает политический строй (государство). В результате такого насильственного порабощения одних другими возникают также собственность и классы.

### Теория Л. Гумпловича
Людвиг Гумплович считал, что государство возникает вследствие стремления людей (стада, сообщества) к расширению своего влияния и могущества, к увеличению своего благополучия, это ведёт к войнам, и как следствие к появлению государственного устройства, а также к появлению имущественного и социального расслоения населения. Также Гумплович утверждал, что государства всегда основывались меньшинством пришлых завоевателей, то есть более сильной расой, расой победителей.

### Теория Ф. Оппенгеймера
Немецкий социолог и экономист доктор Франц Оппенгеймер в рамках своей фундаментальной социологической четырехтомной работы «Система cоциологии» опубликовал книгу «Государство: его история и развитие», в которой утверждал государство как социологическую концепцию, в которой государство представляет собой социальный институт, основанный на завоевании и подчинении, в результате использования насильственных и принудительных «политических методов» изъятия благ против миролюбивых и добровольных «экономических методов» обмена благ:

Существует два принципиально противоположных метода, посредством которых человек удовлетворяет свои потребности — работа и разбой. Другими словами, собственный труд и насильственное присвоение труда других людей. Разбой! Принудительное изъятие!.. С этой целью при описании собственного труда и процесса равноправного обмена результатов своего труда на результаты труда других людей, я предлагаю использовать определение «экономические методы», в то время, как для описания принудительного и неравноправного изъятия результатов чужого труда, я предлагаю использовать определение «политические методы».

Чем же является государство с точки зрения социологической концепции? Государство, полностью по своему происхождению, значительно и почти полностью на начальных этапах своего существования, является социальным институтом, насильно навязанным победившей группой людей над побежденной группой с единственной целью — для утверждения Господства победившей группы над побежденными, и для защиты от восстаний изнутри и нападений извне. Телеологически — такое господство не имеет никакой иной цели, кроме как экономической эксплуатации побежденных победителями.

### Теория К. Каутского
Карл Каутский считал, что государство возникает как аппарат принуждения завоевателей (победившего племени) над побеждёнными. Из победившего племени формируется господствующий класс, а из побеждённого племени — класс эксплуатируемых. Каутский стремился увязать свои взгляды с марксистским учением о классах. Но классы у него появляются не до возникновения государства (как считает марксизм), а после.

## Психологические концепции происхождения государства
В основе данных концепций лежат представления о возникновении государства в связи со свойствами человеческой психики, потребностью индивида жить в коллективе, его стремлением к поиску авторитета, указаниями которого можно было бы руководствоваться в повседневной жизни, желанием повелевать и подчиняться. Государство согласно данным концепциям — это продукт разрешения психологических противоречий между инициативными (активными) личностями, способными к принятию ответственных решений, и пассивной массой, способной лишь к подражательным действиям, исполняющим данные решения. Плюсы данной концепции заключаются в том, что психологические закономерности — важный фактор, безусловно оказывающий влияние на социальные институты. Минусы в том, что психологические свойства личности не могут являться единственными причинами образования государства, так как психика человека формируется также под влиянием внешних (социально-экономических) факторов и т. д.

### Теория Т. Д. Баштима
Вся история человечества, включая переход от первобытного состояния к государственному и дальнейшее развитие социальных и политико-правовых институтов, определяется такими первичными факторами, как открытие (изобретение) и подражание. При этом сущностью всякого открытия и изобретения в общественной, политической и правовой жизни людей является приспособление как способ разрешения социальных противоречий. Первоначальные отдельные открытия в условиях первобытного общества, носили бессвязный характер, затем они постепенно систематизируются и гармонизируются.

### Теория Н. М. Коркунова
Основой всего права по мнению Н. М. Коркунова является индивидуальное сознание, следовательно право как разграничение интересов и общественный порядок выражает не объективно данное подчинение личности обществу, а субъективное представление самой личности о должном порядке общественных отношений. Также и государственная власть — это не чья-либо воля, а сила, вытекающая из психических представлений граждан об их зависимости от государства. То есть власть есть сила, обусловленная не волею властвующего, а сознанием зависимости подвластного.

### Теория Л. И. Петражицкого
Право сводится Л. И. Петражицким к правовым эмоциям императивно-атрибутивного характера. Императивность правовых эмоций раскрывается при этом как состояние связанности воли индивида, переживаемое в виде авторитетного понукания и давления в сторону определённого поведения. Атрибутивность же правовых эмоций состоит в том, что подобное (обязанное) поведение одного лица причитается другому лицу. Государство и официальное законодательство рассматриваются при этом как «проекции» правовых переживаний, как «фантазмы» психики.

## Марксистская концепция происхождения государства
Согласно этой концепции, государство есть результат изменения социально-экономических отношений, способа производства, итог возникновения классов и обострения борьбы между ними. Оно выступает средством угнетения людей, поддержания господства одного класса над другими. Однако, с уничтожением классов отмирает и государство. Плюсы данной концепции заключаются в том, что она основывается на экономических факторах, они в соответствии с этой концепцией являются базисом любого общества, из него возникает надстройка. Психология людей, военные конфликты, да и все социально-политические учреждения — есть лишь надстройка.
Государство, согласно марксизму, возникает в результате естественно-исторического процесса развития первобытно-общинного строя (постепенное развитие производительных сил, разделение труда, появление частной собственности, имущественная и социальная дифференциация общества, его раскол на эксплуататоров и эксплуатируемых и т. д.) как аппарат принудительной власти экономически господствующего, эксплуататорского класса над неимущим, эксплуатируемым классом. Исторически государство возникает как рабовладельческое государство, на смену которому — в результате общественного развития — идёт феодальное, а затем буржуазное государство. Уничтожение путём пролетарской революции частной собственности как основы классов, государства и права откроет путь к бесклассовому, безгосударственному коммунистическому обществу. Коммунистическое общество и общественное самоуправление (без государства и права) — это, согласно марксистским представлениям, определённое повторение первобытного коммунизма и догосударственного общественного самоуправления первобытного строя.

### Государство по Ф. Энгельсу
Государство по характеристике Фридриха Энгельса возникло из потребности держать в узде противоположность классов, и оно за редким исключением (периоды равновесия сил противоположных классов, когда государство получает относительную самостоятельность) является государством самого могущественного, экономически господствующего класса, который при помощи государства становится также политически господствующим классом и приобретает новые средства для подавления и эксплуатации угнетённого класса. Государство по Энгельсу является связующей силой цивилизованного общества: во все типичные периоды оно является государством исключительно господствующего класса и во всех случаях остаётся по существу машиной для подавления угнетённого, эксплуатируемого класса. Основными признаками государства, отличающими его от родовой организации, по Энгельсу являются: 1) разделение подданных государства по территориальным делениям и 2) учреждение публичной власти, которая уже не совпадает непосредственно с населением, организующим само себя как вооружённые силы.

### Государство по В. И. Ленину
В подходе В. И. Ленина к государству акцент делается на антагонизме классов и на классовой природе государства: «Государство есть продукт и проявление непримиримости классовых противоречий. Государство возникает там, тогда и постольку, где, когда и поскольку классовые противоречия объективно не могут быть примирены. И наоборот: существование государства доказывает, что классовые противоречия непримиримы».

## Иные концепции происхождения государства

### Либертарно-юридическая теория
Развитие либертарно-юридической теории связано с именем В. С. Нерсесянца. Согласно данной теории, право и государство возникают, функционируют, развиваются и действуют, как две взаимосвязанные составные части единого целого их социальной жизни. Исторически свобода проявляется как раз в процессе разложения и представляет собой всеобщую и необходимую форму нормативного и институционального признания, выражения и защиты этой свободы в виде правосудия индивидов в частных и публичных делах и отношениях. Последующий всемирно-исторический прогресс свободы — это одновременно и прогресс соответствующих правовых и государственных форм бытия, закрепления и осуществления этой свободы.

### Патримониальная теория
Основоположником патримониальной теории является Карл Людвиг Галлер.
Согласно данной теории государство произошло от права собственника на землю (патримониум). Из права владения землёй власть автоматически распространяется и на проживающих на ней людей. Подобным образом обосновывается феодальный сюзеренитет.

### Социобиологическая теория возникновения (происхождения) государства и права
М. Ю. Горлач и П. Ю. Горлач заявляют о биологических детерминантах возникновения государственно-организованного общества, отношения в котором регулируются правом. Такие достижения человечества, как государство и право, появились в благоприятных условиях, в частности Междуречья, однако причинами их происхождения стали присущие виду Homo sapiens sapiens крупные стратифицированные структуры неокортекса, отсутствующие или незначительно проявляющиеся у других видов.

## Волюнтаристские теории
Наиболее широко распространённая из современных волюнтаристских теорий — это «автоматическая теория». Согласно этой теории, изобретение земледелия автоматически приводит к появлению прибавочного продукта, что позволяет некоторым индивидам отделиться от производства питания и стать гончарами, ткачами, плотниками, каменотесами и т. д., таким образом, создавая дальнейшее разделение труда. Из этой профессиональной специализации развивалась политическая интеграция, которая объединила некоторое число до этого независимых общин в государство. Этот аргумент чаще всего приводился британским археологом В. Г. Чайлдом.
Принципиальным противоречием этой теории является то, что сельское хозяйство не создаёт автоматически прибавочного продукта. Мы знаем об этом, так как многие земледельческие народы мира производят мало прибавочного продукта.

### Теория абсолютного духа
По теории абсолютного духа, которую выдвигал философ Георг Гегель, есть некий субъективный дух, который находится в каждом из людей и который со временем процветания образуется в объективный дух, который, в свою очередь, создаст абсолютный дух, дух, который будет знаменовать государство, при этом со временем он опять разломится на субъективный.

### Ирригационная теория
Ирригационную теорию связывают с именем немецкого учёного-марксиста К. Виттфогеля. В своей работе «Восточный деспотизм» он объясняет возникновение государства необходимостью строительства гигантских ирригационных сооружений в аграрных районах. И действительно, в первых городах-государствах — Месопотамии, Египта, Индии, Китая происходили процессы создания мощных ирригационных систем. В связи с этим сформировался слой управленцев, которые знали: как поддерживать работу этих сооружений, обеспечивать судоходство, распределять воду, производить ремонт сооружений и др. Эти работы, по мнению Виттфогеля, требовали жёсткого централизованного управления, распределения, учёта и др. Данная теория отражала некоторые реальные процессы, происходившие в восточных регионах, но в действительности процессы образования государства и ведения ирригационных работ шли параллельно, хотя образование государства было первичным, поскольку именно государство было в состоянии вести такие трудоемкие и гигантские работы, как строительство оросительных систем.

### Расовая теория
Появилась в эпоху рабовладения в целях оправдания существующего строя и его основы — деления населения в силу прирождённых качеств на две породы людей — рабовладельцев и рабов. Расовая теория исходит из тезиса о делении людей на высшую и низшую расы. Первые призваны господствовать в обществе и государстве, вторые — слепо повиноваться первым. Основоположник расовой теории француз Ж. Гобино (1816—1882) объявлял арийцев высшей расой, призванной господствовать над низшими, к которым относились евреи и др. В нацистской Германии на основе расовой идеологии создавалась особая система ценностей в виде «вождя нации», «чистоты крови», история представлялась как история борьбы высшей арийской расы с другими низшими расами. Гитлер использовал расовую теорию для обоснования законного права высшей арийской расы уничтожать целые народы и национальные меньшинства.

### Демографическая теория
Сущность данной теории состоит в том, что практически все общественные процессы, в том числе и образование государства, всегда обусловлено ростом населения, проживающего на определённой территории, которым нужно управлять.

### Кризисная теория
В этой концепции используются новые знания, основной упор делается на организационные функции первичных городов-государств, на взаимосвязь происхождения государства и становления производящей экономики. При этом особое значение придаётся крупному, экологическому кризису на рубеже неолитической революции, переходу на этом этапе к производящей экономике и, прежде всего, селекционной деятельности.
Теория учитывает как крупные, общезначимые кризисы, так и кризисы локальные, например те, которые лежат в основе революций (французской, октябрьской и др.)

### Теория «инцеста»
Клод Леви-Стросс разработал и обосновал идею, согласно которой особенности производства человека (воспроизводство рода), а именно запрет инцеста (кровосмешения), явились исходным социальным фактом в выделении человека из мира природы, структуризации общества и возникновении государства. Суть теории состоит в том, что для обеспечения реализации запрета инцеста необходимо было применить весьма суровые, жестокие меры пресечения. Для этого понадобилось создание внутри родовой общины специальных органов, которые как посредством насильственного пресечения кровосмешения внутри рода, так и путём развития связей с иноплеменниками в целях взаимообмена женщинами явились прообразом будущей государственной структуры.
Несмотря на внешнюю простоту и привлекательность данной теории, вряд ли возможно в качестве первопричины образования государства рассматривать установление запрета инцеста и создание внутри родового общества структур, обеспечивающих его реализацию. Исторически данный запрет возник задолго до возникновения первых государств, а, следовательно, их появление связано не только с действием названной причины, но и иных фактов.

### Спортивная школа права
Основоположник теории Хосе Ортега-и-Гассет связывал возникновение государства с появлением игр, физических упражнений, а также спорта в целом. Согласно этой концепции, поскольку физическое воспитание в первобытном обществе выполняло функции подготовки к трудовой деятельности, военному делу, решения противоречий между племенами, то со временем, в связи с необходимостью определять победителей в состязаниях, появляется родовая аристократия, которая постепенно дистанцируется от рядовых членов племени, начиная выполнять функции, схожие с государственными.